# Micracontia
Micracontia là một chi bướm đêm thuộc họ Noctuidae.